# Thelma Aldana
Thelma Esperanza Aldana Hernández de López, coneguda simplement com a Thelma Aldana   (Gualán, 27 de setembre de 1955), és una advocada i notària guatemalenca, va ser magistrada de la Cort Suprema de Justícia de Guatemala des del 13 d'octubre de 2009. Va ser elegida presidenta de la Cort Suprema de Justícia per al període 2011-2012. Va ser nomenada pel president Otto Pérez Molina per dirigir el Ministeri Públic de Guatemala al maig de 2014 i com a tal va liderar investigacions anticorrupció que van portar a la renúncia i arrest del president Pérez Molina.

## Formació
Aldana es va graduar com a advocada i notària al Centre Universitari d'Occident, a Quetzaltenango, de la Universitat de Sant Carles de Guatemala el 1982.
Té un màster en Dret Civil i Processal Civil, graduada l'any 2007, amb mitjana de 88 punts, per l'Escola de Postgrau de la Facultat de Ciències Jurídiques i Socials de la Universitat de Sant Carles de Guatemala.
També va estudiar Dret Mercantil a l'Escola d'Estudis Judicials de Barcelona, amb una beca atorgada pel Poder Judicial d'Espanya.

## Activitat professional
Aldana va treballar en l'Organisme Judicial el 1981 com a conserge del Jutjat de Família de Quetzaltenango, oficial i notificadora d'aquest. El 1983 va passar a ser secretària de la Sala contenciosoadministrativa havent exercit, a més, els llocs de secretària de la Sala de Família i secretària de la Sala Quarta del Ram Penal.
L'any 1999 va ser elegida magistrada titular de la Cort d'Apel·lacions, havent exercit com a presidenta del Tribunal de Conflictes de Jurisdicció. Després va ser vocal I de la Primera Junta de Disciplina Judicial, vocal I de la Sala 13a de la Cort d'Apel·lacions del Ram Civil, vocal I de la Sala Primera del Tribunal del Contenciós Administratiu i magistrada de suport de la Sala Primera de Treball i Previsió Social.
Més tard va ser elegida magistrada titular de la Cort d'Apel·lacions, designada com a presidenta de la Sala Segona Civil i Mercantil. També va treballar en l'Organisme Executiu, específicament en el Ministeri de Treball i Previsió Social, el 1989, com a assessora jurídica, presidenta del Consell Tècnic i viceministra de Treball i Previsió Social.
Ha estat assessora jurídica de l'Oficina Nacional de Servei Civil, cap del Departament de Recursos Humans de l'Institut Guatemalenc de Turisme i cap de l'Assessoria Jurídica de l'Empresa de Transport i Control d'Energia Elèctrica de l'INDE. També compta amb experiència en l'exercici professional de l'advocacia des de 1983 i és docent de la Universitat Mariano Gálvez.
Va ser elegida presidenta de la Cort Suprema de Justícia per al període 2011-2012 el 13 d'octubre del 2011. Va ser escollida pel president Otto Pérez Molina per dirigir el Ministeri Públic el maig de 2014. Com a fiscal general i Cap del Ministeri Públic, Aldana va liderar diverses investigacions d'alt nivell, entre les quals una investigació anticorrupció a la cúpula de govern de Guatemala, que va portar a la renúncia i arrest del president, Pérez Molina, i de la vicepresidenta, Roxana Baldetti, el 2015. També va impulsar altres investigacions que involucraven els presidents Álvaro Colom, Álvaro Arzú i Jimmy Morales.

## Reconeixements i mèrits
L'advocada va rebre la medalla del Col·legi d'Advocats i Notaris de Guatemala per 25 anys d'exercici professional i medalla Magister Artium per l'Escola de Postgrau de la Facultat de Ciències Jurídiques i Socials de la USAC.
També va rebre una plaqueta del Col·legi d'Advocats i Notaris de Guatemala, per l'aportació al dret laboral guatemalenc i una altra pel Consell de la Carrera Judicial, per haver integrat la primera Junta de Disciplina Judicial.
Al desembre de 2015 va rebre el Premi Internacional Jaime Brunet a la promoció dels Drets Humans.
L'any 2018 va rebre el Right Livelihood Award, conegut com el Premi Nobel alternatiu, al costat del jurista colombià Iván Velásquez, cap de la CICIG, la Comissió Internacional Contra la Impunitat a Guatemala.

## Campanya presidencial
El juliol de 2018 va anunciar que iniciava un projecte polític, que es concretà a començaments de 2019, entorn del partit Movimiento Semilla, amb el qual es postulava com a candidata a la presidència a les eleccions de 2019, acompanyada de l'economista Jonathan Menkos com a candidat a la vicepresidència.